# Distretto di Bupyeong
Bupyeong (Hangŭl: 부평구; Hanja: 富平區) è un distretto di Incheon. Ha una superficie di 31,98 km² e una popolazione di 553.961 abitanti al 2005.